# 1652 Hergé
Az 1652 Hergé (ideiglenes jelöléssel 1953 PA) a Naprendszer kisbolygóövében található aszteroida. Sylvain Julien Victor Arend fedezte fel 1953. augusztus 9-én.